# Eisenbahnviadukt von Meudon
Der Eisenbahnviadukt von Meudon (französisch Viaduc de Meudon, Viaduc du Val-Fleury oder Pont Hélène) überspannt auf der Gemarkung von Meudon das Tal des Ru d’Arthelon. Er wurde 1840 als Teil der Eisenbahnstrecke von Paris nach Versailles gebaut und gilt als ältestes Ingenieurbauwerk des französischen Bahnwesens. Der Viadukt ist 32 Meter hoch und überspannt mit sieben gemauerten Bögen eine Länge von 145 Metern.
Die Entscheidung für den Brückenbau fiel Mitte der 1830er Jahre, der Entwurf des Viadukts wurde von den Ingenieuren Albert Auguste Perdonnet und Emile Auguste Payen angefertigt. Den Grundstein legte am 1. Oktober 1838 der französische Kronprinz Ferdinand Philippe d’Orléans. Die Fundamente mussten 20 bis 25 Meter tief bis zum Kreidesockel in den lehmigen Boden getrieben werden. Wegen des engen Zeitplans für die Bauarbeiten baute man sieben Bögen statt eines einzigen; die Ausführung mit einem Bogen wäre zwar kostengünstiger gewesen, hätte aber eine längere Bauzeit erfordert. Die Bauarbeiten unter der Leitung von Marc Seguin und Antoine-Rémy Polonceau waren von Protesten der einheimischen Bevölkerung begleitet und dauerten zwei Jahre. Am 9. September 1840 weihte König Louis-Philippe die Brücke ein und gab ihr zu Ehren seiner Schwiegertochter Helene zu Mecklenburg den Namen Pont Hélène (Helenenbrücke). Der erste Regelzug fuhr am 10. November 1840.
Nur wenige hundert Meter von der Brücke entfernt ereignete sich am 8. Mai 1842 das Zugunglück von Versailles, eine der schwersten Katastrophen im Eisenbahnverkehr des 19. Jahrhunderts. Anfang des 20. Jahrhunderts war der Eisenbahnviadukt von Meudon ein beliebtes Motiv für Maler und Fotografen. Zu den bekanntesten Darstellungen des Viadukts zählen Lyonel Feiningers 1911 angefertigte Zeichnungen und Holzschnitte aus Meudon sowie die Fotografien von André Kertész aus dem Jahr 1928.

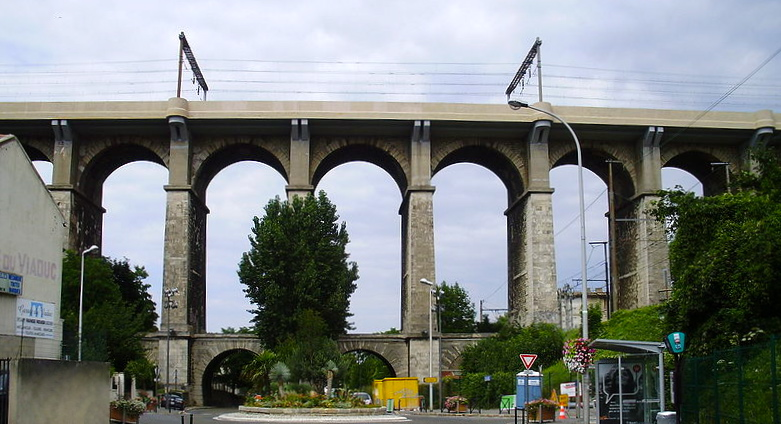
Viadukt im Jahre 2010

1935 bis 1937 wurde die Brücke von einem auf vier Gleise verbreitert. Sie wird gegenwärtig von den Vorortzügen von Paris-Montparnasse nach Mantes-la-Jolie, Rambouillet und Dreux befahren, außerdem von den Fernzügen von Paris nach Granville und den Regionalzügen von Paris nach Chartres. Bis 1989 lag der Viadukt auch auf der Strecke der Fernzüge nach Le Mans und von dort weiter nach Nantes, Rennes oder Brest; seither nutzen diese Züge die Schnellfahrstrecke LGV Atlantique. Die Brücke überquert die im Tal verlaufende Linie RER C des Réseau express régional d’Île-de-France sowie die Rue de Paris von Meudon. Am westlichen Brückenkopf schließt sich direkt der viergleisig ausgebaute Bahnhof von Meudon an. Um seine Bedeutung als Baudenkmal zu unterstreichen, wird der Viadukt seit einigen Jahren nachts beleuchtet.